# 伺方
伺方（うかがいかた）とは、江戸幕府の職名で勘定所の一部門及びそこに属する職員（勘定衆）を指す。
勘定組頭のうち、2名が伺方組頭を務め、時期によって不定ではあるが江戸時代後期に230名前後いた勘定衆のうちおよそ40名前後が伺方に属していた。伺方のうちでいくつかの職掌に分かれており、幕府領の小物成・高掛物などを扱う「中之間掛」、幕府関連寺社の修造などを扱う「神宝方」、幕府領の山林を管理する「御林方」、将軍の鷹狩・鹿狩関連の事務を行う「御鷹方」、運上・冥加・分一を扱う「運上方」、幕府代官への経費の支給・貸付を行う「諸入用方」、代官所・預所から出された文書の整理にあたる「証文調方」、勘定所に属する各種申請（港や市場の設置、御林伐出、運上・小物成などの免除など）を審査した「吟味物掛」、酒株をはじめ酒造業を監督した「酒造掛」、無役金や上納金の取立や関連事務を行う「金集掛」などが存在した。